# Râul Corâta

Râul Corâta este un curs de apă, afluent al Mostiștei.